# 季候風渦旋
季候風渦旋（英語：Monsoon Gyre）又稱季風渦旋或季風環流圈，是一種出現在西北太平洋至南海的大型低壓區，由美國氣象學者Mark A. Lander發現，他分析了1991年太平洋颱風季8月的熱帶氣旋，發表了一篇論文。

## 成因
構成季候風渦旋的大氣環流特徵為副熱帶高壓脊分為兩面，一面呈東西走向位於較高緯度，而另一面則呈南北走向並位於西北太平洋上。在南北向副熱帶高壓脊之西側，西南氣流勢力強大而深厚，它和信風相匯並構成季候風渦旋系統。

## 特徵
- 直徑達2500公里或以上
- 地面及低層空氣呈逆時針旋
- 最外圍地面等壓線密封並接近圓形
- 雲團集中在東側及南側並不斷有低壓區形成，部分增強為小型熱帶氣旋
- 持續時間兩星期或以上[3]

## 發展過程
季候風渦旋形成後中心會向西移動，氣壓下降，外圍風力增強。副熱帶高壓脊被退至東面，西南季候風橫過南海及西太平洋，兩者在季候風渦旋東南側相遇形成小型熱帶氣旋，但強度不高，隨著季候風渦旋的引導氣流向北移動。到了最後階段，季候風渦旋中心風力增強，形成一個大型熱帶氣旋。（例如：2001年強烈熱帶風暴尤特、2004年颱風蝎虎和2006年強烈熱帶風暴碧利斯）

## 例子
- 2016年8月出現了季候風渦旋，先後產生出強烈熱帶風暴奧麥斯、熱帶風暴康森、強烈熱帶風暴燦都、熱帶風暴電母、颱風獅子山、熱帶風暴圓規，最後一個形成風暴是颱風蒲公英。
- 2017年7月出現了季候風渦旋，先後產生出颱風奧鹿、熱帶風暴玫瑰、熱帶風暴洛克、熱帶風暴桑卡、颱風納沙、熱帶風暴海棠，最後一個形成風暴是熱帶風暴尼格。

- 2021年7到8月出現了季候風渦旋，先後產生出颱風烟花、強烈熱帶風暴查帕卡、熱帶風暴尼伯特、熱帶風暴盧碧、熱帶風暴銀河，最後一個形成風暴是強烈熱帶風暴妮妲。